# Aulus Gabini (cònsol)
Aulus Gabini (llatí: Aulus Gabinius) va ser un magistrat romà del segle i aC. La seva relació amb altres Gabinii no s'ha pogut establir. De jove es va decantar cap als plaers i es va dedicar al joc (als daus), al vi i a les dones. Els seus cabells eren tractats amb ungüents i la pell amb coloret. Era aficionat al ball, la musica i el cant. Ciceró el va criticar fortament. Es va rodejar de companyies de la mateixa mena i va portar una vida dissoluta, dilapidant la seva fortuna.

## Primeres magistratures
L'any 66 aC va ser nomenat tribú de la plebs i va proposar donar el comandament de la lluita contra els pirates a la Mediterrània a Pompeu, cosa que atorgava a aquest un poder enorme, tant militar com financer, i com que les actuacions dels pirates havien causat molts perjudicis al comerç la proposta va ser molt ben acollida. Una part dels senadors va atacar Gabini, però el poble va atacar els senadors, els quals van estar a punt de morir en un tumult incloent el cònsol Gai Calpurni Pisó fins que Gabini els va rescatar. El dia de la votació l'altre tribú, Trebel·li, va mirar d'aturar-la amb el seu veto, però Gabini va respondre convocant comicis per revocar el seu càrrec i quan ja havien votat per la revocació 17 de les 35 tribus, Trebel·li va retirar la seva oposició. Es creu que Gabini va ser recompensat privadament pels seus serveis a Pompeu.
En canvi el senat va posposar el seu nomenament com un dels llegats de Pompeu. Gabini es va fer construir una mansio al costat de la del general Lucul·le a Tusculum, que va superar en molt la magnificència de la del general.

## Llei Gabínia
Gabini va ser també qui va proposar una llei (Gabínia d'usures) que regulava els diners que podien deixar en préstec els provincials a Roma i declarava nuls tots els contractes de més del dotze per cent d'interès (legislació contra la usura). Una altra llei seva era la que obligava el senat a rebre els ambaixadors estrangers entre el dia 1 de febrer i el dia 1 de març, ja que segons la llei anterior (Lex Pupia) el senat no es podia reunir en dies de comicis.

## Consolat
L'any 61 aC va ser nomenat pretor i el 59 aC va ser elegit cònsol juntament amb Luci Calpurni Pisó per l'any 58 aC amb el suport del partit de Publi Clodi Pulcre que els va prometre lucratius governs després del consolat. Sembla que entre el 60 i el 59 aC va estar en servei militar a Judea acompanyant a Marc Escaure, on en el conflicte entre macabeus va rebre un suborn de 300 talents d'Aristòbul.
En el seu consolat el fet més important va ser el desterrament de Ciceró al que Gabini, controlat per Clodi, va donar suport. Per un edicte, els cònsols van prohibir al senat de mostrar cap dol pel desterrament, i les terres on hi havia la vil·la de Ciceró a Tusculum es van incorporar a la vil·la de Gabini. Quan Clodi es va enemistar amb Pompeu, Gabini va seguir lleial al seu primer patró i llavors va ser víctima de l'hostilitat de Clodi que va trencar les fàscies (símbol del poder dels cònsols) i va imposar una llei que dedicava les terres que Ciceró tenia a Tusculum als déus.

## Proconsolat
Després del consolat, Gabini va rebre la província de Cilícia, però la va bescanviar per Síria (Pisó va rebre Macedònia) que va ser erigida en província proconsular pel perill que suposaven les tribus àrabs.
En arribar a Síria va trobar el districte de Judea (que en depenia) agitat per les disputes familiars dels governants a càrrec. Hircà II i Aristòbul II de Judea s'havien disputat el poder i Pompeu s'havia decantat a favor d'Hircà, reconegut Gran Sacerdot mentre Aristòbul i les seves dues filles i dos fills, Alexandre Asmoneu i Antígon de Judea, van ser fets presoners. Però Alexandre s'havia escapat i havia retornat al país deposant a Hircà. Gabini va imposar la rendició d'Alexandre i el restabliment d'Hircà. Llavors va dividir el país en cinc districtes per cadascun dels quals va crear un consell suprem.
A l'Imperi Part els dos fills de Fraates III de Pàrtia (69-57 aC), Orodes i Mitridates, es disputaven també el poder. Mitridates va comprar el suport de Gabini, i aquest va organitzar una expedició però la va abandonar per una cosa més productiva: Ptolemeu XII Auletes va ser expulsat del seu regne i els alexandrins van posar al tron a la seva filla Berenice IV. Aquesta es va casar amb el rei selèucida Seleuc VII Cibiosactes que probablement ja no tenia més que el poder local. Berenice se'n va desfer aviat, abans del 56 aC, i llavors es va casar amb Arquelau I de Comana. La reina es volia casar amb un home de sang reial i Arquelau va jugar bé les seves cartes, ja que va insinuar que era fill de Mitridates VI Eupator i no pas del general Arquelau com era la realitat. Gabini va ser subornat per ajudar a Arquelau a obtenir la mà de Berenice, però al mateix temps també va ser subornat per Ptolemeu Auletes perquè el restaurés al tron.
Gabini va complir la promesa feta a Ptolemeu i va anar amb un exèrcit a Egipte. Arquelau, rei durant sis mesos, va morir en batalla i Gabini va restaurar a Auletes (55 aC). Gabini va fer l'atac a Egipte contra les ordres del senat (que ho havia prohibit per decret) i contra un oracle sibil·lí, però va tenir el suport del comandant de cavalleria Marc Antoni (el futur triumvir) i per l'ajut financer d'Antípater d'Idumea que buscava aliats per imposar-se al tron en el lloc dels macabeus. Marc Antoni va ser qui va ocupar Pelúsion i l'exèrcit romà va poder avançar sense obstacle fins a Alexandria. Els rics d'Alexandria van ser executats per ordre d'Auletes, i les seves riqueses confiscades per pagar el fabulós suborn que s'havia de donar a Gabini.
Quan els romans van tornar i van passar per Judea van trobar altre cop a Alexandre alçat en armes i van derrotar-lo al mont Tabor deixant el regne, de fet, en mans d'Antípater l'idumeu. A la costa siriana els pirates havien fet nombrosos assalts mentre Gabini era amb les seves forces a Egipte i els eques i publicani estaven en contra del governador.

## Acusacions del senat i fi de la carrera
Va ser cridat a Roma l'any 55 aC, però de fet va seguir a Síria fins que va arribar el seu successor Cras el 54 aC. El 28 de setembre del 54 aC va entrar de nit a Roma, després d'una suposada espera per la concessió d'un triomf, per evitar els insults del poble.
Va tardar deu dies a presentar-se al senat i quan ho va fer va ser detingut pels cònsols Luci Domici Aenobarb i Appi Claudi Pulcre, per respondre de les acusacions dels publicani. Se li van fer tres acusacions a partir de tres lleis vigents:
- Majestas (traïció), per sortir de la província i fer la guerra en desafiament del consell de la sibil·la i del senat. D'aquest delicte va ser absolt per 38 a 32 vots al·legant que les paraules de la sibil·la estaven adreçades a un altre rei d'Egipte i no a Auletes.
- Julia repetundarum pel suborn rebut d'Auletes, del qual el van declarar culpable i va ser condemnat al desterrament i els seus béns confiscats.
- ambitus (extorsió). No es coneix el resultat d'aquesta acusació.

Va tornar de l'exili l'any 49 aC cridat per Juli Cèsar, però no va prendre part a la lluita contra Pompeu. Després de la batalla de Farsàlia se'l va enviar a Il·líria amb tropes reclutades de nou per reforçar a Quint Cornifici, i hi va anar per terra per por de la flota pompeiana. En el camí va ser atacat pels dàlmates i a la vora de Salona, va tenir un enfrontament amb ells, on va perdre més de 2.000 homes. Es va tancar a la ciutat on va ser atacat per Marc Octavi i es va defensar amb valentia durant uns mesos, però al començament de l'any 47 aC va morir d'una ferida que havia sofert una mica abans (finals del 48 aC).